# وصیت‌نامه اورفه
وصیت‌نامهٔ اورفه (فرانسوی: Le testament d'Orphée‎) یک فیلم فانتزی درام به کارگردانی ژان کوکتو محصول سال ۱۹۶۰است که آخرین فیلم از سه‌گانهٔ اورفه پس از خون یک شاعر (۱۹۳۲) و اورفه (۱۹۵۰) به‌شمار می‌رود.

## بازیگران
- ژان کوکتو
- کلودین اوژه
- آنری کرمیو
- شارل آزناوور
- لوچا بوزه
- یول برینر
- ژان‌پیر لئو
- ژان ماره
- پابلو پیکاسو
- ماریا کاسارس
- فرانسوا پریه
- آنته استرویبرگ